# Кубок Кирин
Футбольный кубок Кирин (яп. キリンカップサッカー Kirin Kappu Sakkā) — футбольный турнир, организованный в Японии пивоваренной компанией Kirin Brewery Company. Его первый розыгрыш прошёл в 1978 году под названием «Кубок Японии». Турнир был смешанным: в нём играли как футбольные клубы, так и национальные сборные из Южной Америки, Европы, Азии и Африки.
С 1992 года формат турнира изменился: отныне в нём участвовали только национальные сборные. Больше всего побед в турнире одержала сборная Японии (11).
В 2022 году сборная Туниса стала первой африканской сборной, выигравшей этот турнир.
В дополнение к ежегодному футбольному Кубку Кирин (Kirin Cup Soccer) также разыгрывается Кубок вызова Кирин (Kirin Challenge Cup (яп. キリンチャレンジカップ、キリンチャレンジ杯 kirin Tyarenzi Kappu, kirin Tyarenzihai), товарищеский турнир, который также проводится в Японии.

## Список победителей

### Клубы
- 1978:  Боруссия Мёнхенгладбах и  Палмейрас (разделённая победа)
- 1979:  Тоттенхэм Хотспур
- 1980:  Мидлсбро
- 1981:  Брюгге
- 1982:  Вердер Бремен
- 1983:  Ньюкасл Юнайтед
- 1984:  Интернасьонал
- 1985:  Сантос
- 1986:  Вердер Бремен
- 1987:  Флуминенсе
- 1988:  Фламенго
- 1989: не проводился
- 1990: не проводился

### Национальные сборные
- 1992:  Аргентина
- 1993:  Венгрия
- 1994:  Франция
- 1995:  Япония
- 1996:  Япония
- 1997:  Япония
- 1998:  Чехия
- 1999:  Бельгия и  Перу (разделённая победа)
- 2000:  Япония и  Словакия (разделённая победа)
- 2001:  Япония
- 2002: не завершён
- 2003: не завершён
- 2004:  Япония
- 2005:  Перу и  ОАЭ (разделённая победа)
- 2006:  Шотландия
- 2007:  Япония
- 2008:  Япония
- 2009:  Япония
- 2010: не проводился
- 2011:  Япония,  Чехия и  Перу (разделённая победа)
- 2012: не проводился
- 2013:  Болгария
- 2014:  Уругвай
- 2015:  Япония
- 2016:  Босния и Герцеговина
- 2017: не проводился
- 2018: не проводился
- 2019: не проводился
- 2020: не проводился
- 2021: не проводился
- 2022:  Тунис